# Pierre-Célestin Rwigema
Pierre-Célestin Rwigema, né le 27 juillet 1953,  est un homme politique rwandais qui fut Premier ministre du 31 août 1995 au 8 mars 2000.

## Biographie
Membre du Mouvement démocratique républicain (MDR), il est nommé ministre de l'Éducation au sein du premier gouvernement formé après la fin du génocide.
Il devient Premier ministre le 31 août 1995 après la démission de Faustin Twagiramungu.
Lui-même démissionne le 8 mars 2000, remplacé par Bernard Makuza. Il quitte alors le pays pour s'installer d'abord en Allemagne, puis aux États-Unis où il demande l'asile politique. Après onze ans d'exil à l'étranger, il revient au Rwanda en octobre 2011.